# Новая телефонная компания
«Новая телефонная компания» (сокращённо «НТК») — бывший оператор сотовой и проводной телефонной связи Приморья. Предоставлял услуги сотовой связи стандарта GSM и 3G (после объединения с ВымпелКом), местной телефонной связи, доступа в Интернет и IP-телефонии. По состоянию на 2011 год «НТК» обслуживала 1,5 млн абонентов и считалась лидером регионального рынка с долей в 40 %. В июне 2013 года компания упразднена путём присоединения к ОАО «ВымпелКом».

## История
«Новая телефонная компания» была основана в феврале 1993 года. Создание компании было обусловлено дефицитом услуг связи на рынке как Владивостока, так и Приморского края в целом. Первоначально компания обеспечивала проводную телефонную связь, основанную на базе современного цифрового оборудования (PSTN). В 1994 году была установлена новая телефонная станция Samsung TDX-1b, номерной ёмкостью 22 800 абонентов. Первый абонент компании был подключён 29 декабря 1994 года.
26 декабря 1995 года компания получила лицензию на предоставление услуг сотовой связи в стандарте GSM-900. В 1997 году были закуплены 5 базовых станций GSM-900 Motorola. В июле 1997 года была установлена и запущена первая система из трёх базовых станций в городе Владивостоке с номерной ёмкостью в 1 450 абонентов. Осенью 1997 года компания начала подключение первых абонентов сотовой связи.
В конце 1997 года контрольный пакет акций компании «НТК» приобрёл корейский телекоммуникационный гигант «Korea Telecom (КТ)».
В 1998 году возникла необходимость дальнейшего расширения зоны покрытия и ёмкости системы базовых станций. Реализация этого этапа стала совместным проектом «НТК» и «Korea Telecom». С 12 декабря 1997 года по 1999 год в «НТК» было инвестировано более $25 млн, из них более $13 млн было внесено непосредственно «Korea Telecom», а $12 млн было предоставлено компании в виде кредита от Европейского Банка Реконструкции и Развития. Столь внушительные инвестиции позволили НТК обеспечить динамичное развитие компании.
Летом 1999 года был подписан контракт с компанией Siemens на поставку 19 базовых станций стандарта GSM-900 последнего поколения, которые были смонтированы в сентябре того же года.
Осенью 2001 года была получена лицензия на коммерческую эксплуатацию Интернет узла и предоставление телематических услуг абонентам сетей местной и сотовой телефонной связи.
В январе 2002 года зарегистрировано дополнение к лицензии на предоставление услуг сотовой радиотелефонной связи стандарта GSM в диапазонах 900—1800 МГц.
В сентябре 2002 года во время проведения во Владивостоке Форума АТЭС ОАО НТК стала официальным оператором связи Форума.
За ноябрь и декабрь 2002 года к сети PSTN подключено около 2000 абонентов. В декабре 2002 года зарегистрирован 60000 абонент сотовой связи стандарта GSM.
С марта 2003 года ОАО «Новая телефонная компания» возглавил прибывший из Кореи Михаил Сон (Ву Чан). У предыдущего генерального директора Юн Хэ Чжонга закончился контракт на работу в НТК и он вернулся в Korea Telecom.
На сентябрь 2008 года в ОАО «НТК» обслуживается уже свыше 1,17 млн абонентов. Компания входит в десятку крупнейших операторов сотовой связи России.

## Слияние с «ВымпелКом»
В сентябре 2010 года основной акционер компании Korea Telecom объявил о намерении избавиться от российского бизнеса. Среди потенциальных покупателей назывались госхолдинг «Связьинвест» и сотовый оператор «ВымпелКом», который на тот момент занимал лишь 1 % регионального рынка связи. В декабре стало известно, что побороться за НТК (в случае её продажи) намерены были также «МТС», «МегаФон» и «TELE2».
В марте 2011 года появилась информация, что ФАС отказала «МегаФону» в ходатайстве о покупке 100 % акций дальневосточного сотового оператора, а ходатайство ОАО «ВымпелКом» удовлетворила. В начале мая 2011 года «ВымпелКом» объявил о приобретении 90 % акций «НТК» исходя из общей оценки в 420 млн $, оставшиеся 10 % компания планировала выкупить в 3 квартале 2011 года. Однако, до конца 2011 года было выкуплено только 9,99 % акций. Оставшиеся 0,01 % акций были выкуплены в 2012 году. По оценкам экспертов, цена сделки была завышена, но для «ВымпелКома» являлась адекватной
20 июня 2011 года вице-президент по развитию корпоративного бизнеса «Вымпелкома» Андрей Патока сообщил журналистам, что компания планирует завершить интеграцию НТК до 2013 г.
«После того, как „Вымпелком“ доведёт свою долю в НТК до 100 %, менеджмент компании утвердит окончательный план объединения. Интеграция будет проходить в три этапа. На первом будет формироваться единая организация команды. На втором — будут объединена инфраструктура и биллинг. На третьем — завершено юридическое присоединение», — заявил региональный директор дальневосточного региона «Вымпелкома» Владимир Копыл.
Решение о переводе абонентов НТК под бренд «Билайн» ещё не принято. Как пояснила исполнительный вице-президент по развитию бизнеса на массовом рынке «Вымпелком» Наталья Чумаченко, до конца 2011 года бренд «НТК» сохранится, в дальнейшем «Вымпелком» проведет маркетинговые исследования и примет решение по этому вопросу. «Возможно, мы будем поддерживать два бренда. Такая ситуация сейчас на Украине, где у нас работает два бренда — „Билайн“ и „Киевстар“», — отметила она.
26 февраля 2013 года сеть НТК объединена с «Билайн»: код мобильной сети был изменён с 25016 на 25099. В настройках телефона абоненты видят одно из названий сети: NTC-Beeline, Beeline, VimpelCom, RUS 99 или 250 99.
28 июня 2013 года завершена юридическая реорганизация компаний, ОАО «ВымпелКом» приобретает все права и обязанности ОАО «НТК».

## Собственники и руководство
Акционеры компании:
- Вымпелком (100 %)

## Лицензии
- C декабря 1995 года — GSM-900 в Приморском крае[8]
- C января 2002 года — GSM-900/1800 в Приморском крае
- С июля 2007 по 2011 год — GSM-1800 в Корякском автономном округе и Чукотском автономном округе.[9] Позже данные лицензии были отозваны и в 2011 году переданы оператору связи TELE2.
- C октября 2007 по 2011 год — GSM-900/1800 в Усть-Ордынском Бурятском автономном округе.[10][11][12] Позже данные лицензии были отозваны и в 2011 году переданы оператору связи «ВымпелКом».

## Статистика
На 30 апреля 2008 года:
- 1 137 тыс. абонентов сети GSM и 4 тыс. абонентов сети PSTN.
- Предоставление услуг сотовой связи во всех городах и районах Приморского края.
- Более 500 дилерских точек, где можно подключиться к сети.